# Велетенські мускусні черепахи
Велетенські мускусні черепахи (Staurotypinae) — підродина черепах з родини Мускусні черепахи підряду Мускусні черепахи. Має 2 роди та 3 види.

## Опис
Загальна довжина представників цієї підродини коливається від 10 до 40 см. Отримала свою назву за йменням роду Велетенська мускусна черепаха, який є найчисленнішим. У цих черепах спостерігається статевий диморфізм: у низки видів самці більші за самиць або навпаки. Голова велика широка. Шия помірної довжини. Панцир овальний або куполоподібний. Має перетинчасті лапи.
Забарвлення карапаксу коричневе, чорне, оливкове, пластрон має жовтуватий, блідий колір. Голова та шия сіруваті або чорнуваті.

## Спосіб життя
Полюбляють річки, болота, річки, озера. Значну частину життя проводять у водоймах. Харчуються рибою, молюсками, земноводними, комахами, падлом.
Самиці відкладають від 6 до 16 яєць. За сезон буває від 2 до 4 кладок.

## Розповсюдження
Мешкають у Мексиці, Гватемалі, Сальвадорі, Гондурасі та Белізі.

## Роди
- Рід Claudius
- Рід Staurotypus